# 革命闘争 (ギリシャ)
革命闘争（ギリシア語: Επαναστατικός Αγώνας、転写：Epanastatikos Agonas、略称：EA) は、2003年から2010年の間に活動したギリシャの反体制運動。2007年1月に在アテネのアメリカ合衆国大使館をロケット弾で攻撃し、欧州連合やアメリカ合衆国などからテロ組織に認定されたが、2010年に6名が逮捕された。

## 歴史
革命闘争はギリシャの武装組織（ゲリラ）で、その思想体系は11月17日革命組織 (N17)や、革命的人民闘争 (ELA)などの複数の以前のテロリスト集団の影響を受けた。彼らは断固たる反グローバリズムとアナキズムを支持し、欧州諸国に革命を起こす目的でギリシャの治安部隊、大銀行、商業施設などに対しての破壊行動を行った。更に彼らは強い反資本主義の思想を持ち、しばしばアメリカ合衆国の権益を攻撃目標とし、アメリカ合衆国による「対テロ戦争」からのギリシャの撤退を要求した。
革命闘争はアナキズム運動では新興集団である。2002年、ギリシャの治安部隊はN17と闘争し、指導者とメンバーの15名を逮捕し、N17の活動は停止した。いくつかの研究者は、革命闘争はN17の逮捕されなかった残存メンバーにより結成されたとみている。
革命闘争は公式には、2003年のアテネで警官1名が死亡した裁判所爆破事件によって出現した。以後、政府職員の暗殺や、警察署、アメリカ合衆国の権益、ビジネス施設などへの爆破などを行った。2007年6月、欧州連合はテロ指定組織として認定した。一連の強制捜査の後、2010年4月、ギリシャ治安部隊は組織の指導者と見られるニコス・マジオティスを含む革命闘争の6名を一連の爆破を含む容疑で逮捕した。
この逮捕は革命闘争の武装闘争に重大な影響を与えたが、新たな指導者の下で彼らの破壊活動を継続し続けていると見られており、またこの特定の集団は生き残れなくても、ギリシャの経済危機や失業問題、他の社会問題がある限り、他の反資本主義やアナキスト集団が成長し活動すると言われている。
そして、革命闘争は2014年4月にアテネでギリシャ銀行爆破事件を起こし、また保釈中のニコス・マジオティスが逃亡。銃撃戦の末に再逮捕されることになった。

## 攻撃の一覧
- 2003年
  - 9月5日：アテネ裁判所への爆弾攻撃
- 2004年
  - 3月5日：アテネ警察署への爆弾攻撃
  - 10月29日：ギリシャ警察施設への爆弾・ロケット弾攻撃
- 2005年
  - 6月2日：労働省ビルへの爆弾攻撃
  - 12月12日：財務省ビルへの爆弾攻撃
- 2006年
  - 3月30日：文化大臣らへの暗殺未遂
- 2007年
  - 1月12日：在アテネのアメリカ合衆国大使館へのロケット弾攻撃
  - 4月30日：アテネ郊外での警察署への発砲
- 2008年
  - 12月23日：アテネ大学外部の機動隊移動バスへの発砲
- 2009年
  - 1月5日：アテネの文化省ビルの警官への発砲、21歳の機動隊員が重症。
  - 2月18日：アテネのシティバンク事務所への爆弾攻撃未遂。
  - 3月9日：アテネ郊外のシティバンク支店への爆弾攻撃[6]。
  - 3月12日：アテネ郊外の Eurobank 視点への爆弾攻撃[7]。
  - 7月3日：アテネのタクシー事務所への爆弾攻撃容疑[8]。
  - 7月3日：アテネのマクドナルドへの爆弾攻撃容疑[9]。
  - 9月2日：アテネ株式取引所外部での爆破容疑。軽症1名、損害多数。[10]。
- 2010年
  - 2月1日：アテネのJPモルガン銀行での爆破容疑。当局は革命闘争またはConspiracy of Fire Nucleiの犯行を疑っている[11]。
  - 3月13日：アテネのKorydallos刑務所外部での爆破容疑。1名負傷[12]。
  - 3月14日：アテナでの1回目の爆破と、テッサロニキ裁判所での2回目の爆破。1名負傷、ビル内部の損害多数。
  - 6月25日：公共事業省での小包爆弾による爆破。小包は大臣宛だったが、開けた秘書が死亡した。革命闘争の犯行かは不明[13]。